# Hermann Bethke

Hermann Bethke

Hermann Bethke (* 22. Januar 1900 in Strohsdorf, Kreis Pyritz; † 14. Januar 1940 in Nacbolsk) war ein deutscher Politiker (NSDAP).

## Leben und Wirken
Bethke entstammte einer Familie alteingesessener Bauern im Pyritzer Weizacker. Nach dem Besuch der Dorfschule und eines humanistischen Gymnasiums studierte er an den Universitäten Tübingen, Berlin und Greifswald. 1918/1919 gehörte Bethke der Armee an. 1921 gehörte er einem Freikorps in Oberschlesien an.
Im Anschluss an die Promotion zum Dr. jur. und die Referendarszeit wurde Bethke 1925 zum Regierungsassessor ernannt. In den Jahren 1925 bis 1927 war er beim Landratsamt Iserlohn, dann, von 1927 bis 1932, bei der Regierung in Königsberg tätig. 1932 wurde er zum Präsidenten der Landwirtschaftskammer Ostpreußen ernannt.
Zum 1. August 1931 trat Bethke in die NSDAP ein (Mitgliedsnummer 607.236), 1929 wurde er Leiter der Gaurechtsstelle der Partei in Ostpreußen. In den Jahren 1932/1933 führte Bethke den ostpreußischen Arbeitsdienst. Ebenfalls 1933 wurde er zum Gauamtsleiter der Gauleitung in Ostpreußen ernannt und gehörte kurzzeitig dem Provinziallandtag der Provinz Ostpreußen an. Ab 1933 war er Vizepräsident des Oberpräsidiums der Provinz Ostpreußen. Bethke war Mitglied der Sturmabteilung (SA); zuletzt wurde er im Januar 1939 zum Standartenführer befördert.
Am 15. Oktober 1938 trat Bethke im Nachrückverfahren für den ausgeschiedenen Abgeordneten Georg von Walthausen als Abgeordneter in den nationalsozialistischen Reichstag ein, dem er bis zu seinem Tod 1940 als Vertreter des Wahlkreises 1 (Ostpreußen) angehörte.
1938 erhielt er das Goldene Parteiabzeichen der NSDAP.
Von 1939 bis 1940 amtierte Bethke als kommissarischer Regierungspräsident im Regierungsbezirk Zichenau mit Sitz in Zichenau.
Bethke starb an einem Herzschlag während einer Jagd. Für ihn rückte Joachim Paltzo in dem Reichstag nach.